# Andy Kyriacou
Pas d'image ? Cliquez ici

a Compétitions nationales et continentales officielles uniquement.

b Matchs officiels uniquement.
Andy Kyriacou, né le 4 janvier 1983 à Liverpool, est un joueur de rugby à XV anglais qui évolue en tant que talonneur au sein des Cardiff Blues. Il a également porté les couleurs de Sale, Leeds, du Munster et de l'Ulster Rugby. Il a été sélectionné en équipe d'Angleterre des moins de 21 ans.

## Carrière
Kyriacou a débuté lors de la saison 2003-04 du championnat d'Angleterre avec les équipes des Sharks de Sale puis de Leeds Tykes. Il est alors sélectionné dans l'équipe d'Angleterre des moins de 21 ans et remporte le grand chelem du tournoi des 6 nations 2004.
Le 1er juillet 2004, il signe pour le club des Saracens. Il est l'un des nombreux joueurs, Alex Sanderson, Iain Fullarton, Kevin Yates et Matt Cairns, à passer de Sale aux Saracens cette saison-là . Le 4 décembre, il joue son premier match avec les Sarries dans le match du challenge européen 2004-2005 contre Parme ; il doit cependant attendre la saison 2005-06 pour jouer son premier match en Premiership. Il doit en effet faire face à la concurrence au poste de talonneur de Matt Cairns et des internationaux italien Fabio Ongaro et irlandais Shane Byrne et a été prêté avec succès pour la saison 2006-07 au Munster, où il participe à la Magners League et à la coupe d'Europe. En 2007-08, le retour de Byrne en Irlande et les engagements internationaux de Fabio Ongaro ont permis à Kyriacou de disposer de plus de temps de jeu et s'imposer parmi les titulaires. Il se blesse à la fin de la saison et manque le début de la suivante. En 2009, il signe dans la province irlandaise de l'Ulster et en 2012 dans la province galloise des Cardiff Blues.